# Elemento primo
Seja {\displaystyle A} um anel comutativo. Um elemento {\displaystyle x\in A^{*}} (onde {\displaystyle A*} é o conjunto das unidades de {\displaystyle A}) é primo se {\displaystyle x|ab} com {\displaystyle a,b\in A} então {\displaystyle x|a} ou {\displaystyle x|b}.

## Exemplo
Seja {\displaystyle x\in \mathbb {N} } um primo. Suponha {\displaystyle x} composto então existem {\displaystyle a,b\in \mathbb {Z} } com {\displaystyle a<x} e {\displaystyle b<x} tal que {\displaystyle x=ab}. Como {\displaystyle x|x} logo {\displaystyle x|ab} então {\displaystyle x|a} ou {\displaystyle x|b} que é contradição já que {\displaystyle a<x} e {\displaystyle b<x}. Logo {\displaystyle x} não é composto então x é irredutivel.
Agora seja {\displaystyle x\in \mathbb {N} } um irredutivel. Logo se {\displaystyle x=ab} então {\displaystyle x=a} ou {\displaystyle x=b} logo {\displaystyle x|a} ou {\displaystyle x|b}. Assim {\displaystyle x} é primo.
Então um número natural em {\displaystyle \mathbb {Z} \,} é primo se e só se ele for irredutivel.